# Mostra de Venise 1988
La Mostra de Venise 1988, 45e édition du festival international du film de Venise (45ª edizione della Mostra internazionale d'arte cinematografica), est un festival cinématographique qui se tient du 29 août au 9 septembre 1988 à Venise, en Italie.

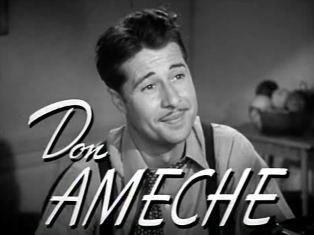
Capture d'écran de Don Ameche tiré de la bande annonce du film The Feminine Touch.

## Jury
- Sergio Leone (président, Italie), Maria Julia Bertotto (Argentine), Klaus Eder (RFA), Hannah Fischer (Autriche), Gilbert de Goldschmidt (France), Adoor Gopalakrishnan (Inde), Lena Olin (Suède), Natalija Riazanceva (URSS), Harry Dean Stanton (É.-U.), Lina Wertmüller (Italie).

## Compétition
- Le Moine noir (en) (Chyornyy monakh) de Ivan Dykhovitchny  Union soviétique
- Burning Secret de Andrew Birkin  Royaume-Uni
- Camp de Thiaroye de Ousmane Sembène et Thierno Faty Sow  Sénégal
- Chess King (en) (Qi wang) de Wenji Teng  Chine
- Caro Gorbaciov de Carlo Lizzani  Italie
- Dedé Mamata (en) de Rodolfo Brandão  Brésil
- Eldorádó de Géza Bereményi  Hongrie
- Encore de Paul Vecchiali  France
- Este Tempo (Tempos Difíceis) de João Botelho  Portugal
- Un été en enfer (Haunted Summer) de Ivan Passer  États-Unis
- Gli invisibili (it) de Pasquale Squitieri  Italie
- Paysage dans le brouillard (Topio stin omichli) de Theodoros Angelopoulos  Grèce
- La Légende du saint buveur (La Leggenda del santo bevitore) d'Ermanno Olmi  Italie
- Luces y sombras de Jaime Camino  Espagne
- Madame Sousatzka de John Schlesinger  Royaume-Uni
- Les Modernes (The Moderns) de Alan Rudolph  États-Unis
- Une affaire de femmes de Claude Chabrol  France
- À corps perdu de Léa Pool  Canada
- Parrain d'un jour (Things Change) de David Mamet  États-Unis
- Les Tribulations de Balthasar Kober (Niezwykla podroz Baltazara Kobera) de Wojciech Has  Pologne
- A Very Old Man with Enormous Wings (en) (Un señor muy viejo con unas alas enormes) de Fernando Birri  Cuba
- Femmes au bord de la crise de nerfs (Mujeres al borde de un ataque de nervios) de Pedro Almodóvar  Espagne

## Palmarès
- Lion d'or pour le meilleur film : La Légende du saint buveur (La Leggenda del santo bevitore) d'Ermanno Olmi
- Grand prix spécial du jury : Camp de Thiaroye d'Ousmane Sembene et Thierno Faty Sow
- Lion d'argent : Paysage dans le brouillard (Topio stin omichli) de Theodoros Angelopoulos
- Coupe Volpi pour la meilleure interprétation masculine : Don Ameche et Joe Mantegna pour Parrain d'un jour (Things Change) de David Mamet
- Coupe Volpi pour la meilleure interprétation féminine : Shirley MacLaine pour Madame Sousatzka de John Schlesinger et Isabelle Huppert pour Une affaire de femmes de Claude Chabrol
- Lion d'or d'honneur : Joris Ivens
- Prix Osella du meilleur scénario : Pedro Almodóvar pour Femmes au bord de la crise de nerfs
- Prix Enfants et Cinéma - Mention Spéciale : Qui veut la peau de Roger Rabbit (Who Framed Roger Rabbit) – Robert Zemeckis